# 双叉旋花白粉菌
双叉旋花白粉菌（学名：Erysiphe convolvuli var.dichotoma）是属于白粉菌目白粉菌科白粉菌属的一种真菌，寄生在旋花科植物上。该种分布于中国。